# 백운초등학교 (전북)
백운초등학교는 대한민국 전북특별자치도 진안군에 있는 공립 초등학교이다.

## 학교 연혁
- 1927. 06. 20 백운보통공립학교로 개교
- 1981. 03. 30 백운국민학교 병설유치원 개원
- 1996. 03. 01 백운초등학교로 개명
- 1992. 02. 28 평장국민학교 통폐합
- 2003. 03. 01 전라북도교육청지정 교과교육영어과 연구학교
- 2011. 02. 15 제80회 졸업(4,502명)
- 2014. 03. 01 제33대 한상윤 교장 부임
- 2015. 02. 10 제84회 졸업(4,544명)

## 참고 자료
- 백운초등학교 - 한국교육학술정보원 학교알리미